# LaSalle Towers Apartments
De LaSalle Towers Apartments is een flatgebouw in Chicago, Verenigde Staten. Het gebouw staat op 1211 North LaSalle Street en werd in 1929 voltooid.
Het gebouw telt 18 verdiepingen (19 bovengrondse bouwlagen) en is door Oldefest & Williams ontworpen.
In 1981 werd het oorspronkelijk als hotel ontworpen gebouw gerenoveerd en omgebouwd tot appartementen door Weese Seegers en Hickey Weese.
Op drie kanten van het gebouw vindt men muurschilderingen van Richard Haas. In zijn Homage to the Chicago School of Architecture neemt hij elementen uit de bekendste gebouwen van de historische architecten van Chicago over in de muurschildering. Op de gevel vindt men verwijzingen naar onder andere het World's Columbian Exposition Transportation Building en de Merchants' National Bank van Louis Sullivan en het Chicago Board of Trade Building van Holabird & Root.